# Army of Tennessee
Army of Tennessee var den væsentligste Sydstatshær i området mellem Appalacherne og Mississippifloden i det vestlige operationsområde under den amerikanske borgerkrig.
Den var opkaldt efter staten Tennessee i modsætning til Unionshæren Army of the Tennessee, som var opkaldt efter Tennesseefloden.

## Historie
Hæren blev etableret den 20. november 1862 ved at Army of Mississippi fik nyt navn. Dens første kommandør var general Braxton Bragg, som kæmpede en uafgjort kamp mod generalmajor William Rosecrans's Army of the Cumberland i slaget ved Stones River den 31. december 1862. Som resultat af slaget blev Bragg imidlertid tvunget til at trække sig tilbage fra Murfreesboro i Tennessee og falde tilbage til Tullahoma.
I sommeren 1863 begundte Rosecrans en offensiv, som er almindeligt kendt som Tullahoma kampagnen, efter sydstatshærens hovedkvarter. Unionens styrker tvang gradvist Bragg til at trække sig tilbage til det nordlige Georgia og opgive det vigtige jernbaneknudepunkt Chattanooga. Forstærket af generalløjtnant James Longstreet's korps fra Army of Northern Virginia lykkedes det Army of Tennessee at tilføje Rosecrans et alv orligt nederlag i Slaget ved Chickamauga i september 1863, og hæren rykkede frem for at belejre Chattanooga. Army of the Cumberland blev imidlertid forstærket af tropper under generalmajor Ulysses S. Grant's Army of the Tennessee foruden to korps fra Army of the Potomac under generalmajor Joseph Hooker, som i samarbejde med Army of the Cumberland tilføjede Bragg et alvorligt nederlag i Slaget ved Missionary Ridge den 25. november, hvilket tvang Bragg til at opgive belejringen af Chattanooga og igen trække sig tilbage til det nordlige Georgia
Kort tid efter blev Bragg afløst som kommandør for hæren af general Joseph E. Johnston, som var langt mere vellidt af både tropper og højerestående officerer end Bragg. I Atlanta kampagnen i 1864 stod Johnston overfor de forenede Unionshære under generalmajor William T. Sherman, som havde ordre til primært at ødelægge Army of Tennessee og dernæst at indtage Atlanta. Johnston så det som en vigtigere opgave at bevare hæren end at beskytte territorium undgik store slag med Sherman og gennemførte en veludført tilbagetrækning, som imidlertid udløste utålmodighed i Konføderationens ledelse i Richmond, især hos præsidenten, Jefferson Davis, som aldrig var kommet godt ud af det med Johnston. Efter at Sherman havde udflankeret Johnston ved Chattahoochee floden, hvilket tvang Johnston til at falde tilbage til selve Atlanta blev han erstattet af generalløjtnant John Bell Hood.
Hood's periode som kommandør var katastrofal. Efter flere mislykkede forsøg på at tvinge Sherman til at trække sig tilbage fra Atlanta faldt byen til Unionshæren den 2. september 1864. I stedet for fortsat at afparere Unionens fremstød drejede Hood mod vest og gik igen ind i Tennessee, hvilket lod Sherman dreje sydpå og uden modstand rykke frem til havet. I mellemtiden stod Hood i Tennessee overfor hærens gamle fjende – Army of the Cumberland,
under generalmajor George H. Thomas foruden Army of the Ohio under generalmajor John M. Schofield. Den 30. november 1864 angreb Hood Schofield's mindre hær i slaget ved Franklin, hvor han mistede næsten en fjerdedel af sine tropper, men alligevel fortsatte fremmarchen nordpå ind i det centrale Tennessee, hvor han forsøgte at belejre Nashville. Den 15. december igangsatte Thomas's tropper deres angreb, som fuldstændig slog sydstatshæren på flugt i det mest afgjorte taktiske slag under hele krigen. Unionstropperne forfulgte den retirerende Army of Tennessee, som efterlod strejfere, kanoner og andre skydevåben i sit spor. Hæren stoppede først tilbagetrækningen da den kom til Tupelo i Mississippi lige før nytår, og der var kun halvt så mange mand tilbage, som da den begyndte kampagnen.
Derefter ophørte Army of Tennessee med at være en egentlig kampstyrke, selv om resterne af hæren blev sendt til Carolinerne for at yde modstand mod Shermans stadige fremrykning. Hæren overgav sig til Sherman den 26. april 1865.

## Korps organisation
- First Corps
- Second Corps
- Forrest's Cavalry Corps — Nathan Bedford Forrest

## Større slag og kampagner
- Kentucky kampagnen (Bragg)
- Slaget ved Perryville (Bragg)
- Slaget ved Stones River (Bragg)
- Slaget ved Chickamauga (Bragg)
- Slaget ved Chattanooga (Bragg)
- Atlanta kampagnen (Johnston og derefter Hood)
- Franklin-Nashville kampagnen (Hood)
- Carolina kampagnen (Johnston)

## Yderligere læsning
- Connelly, Thomas Lawrence, Army of the Heartland: The Army of Tennessee, 1861-1862, Louisiana State Univ Press, 1967, ISBN 0-8071-0404-3.
- Connelly, Thomas Lawrence, Autumn of Glory: The Army of Tennessee, 1862-1865, Louisiana State University Press, 1996, ISBN 0-8071-0445-0.
- Daniel, Larry J., Soldiering in the Army of Tennessee: A Portrait of Life in a Confederate Army, University of North Carolina Press, 1991, ISBN 0-8078-2004-0.
- Haughton, Andrew, Training, Tactics and Leadership in the Confederate Army of Tennessee, Routledge, 2000, ISBN 0-7146-5032-3.
- Horn, Stanley Fitzgerald, The Army of Tennessee, University of Oklahoma Press, 1993, ISBN 0-8061-2565-9.
- Liddell, St. John Richardson, Liddell's Record, American Society for Training & Development, 1997, ISBN 0-89029-314-7.
- McMurry, Richard M., Two Great Rebel Armies: An Essay in Confederate Military History, Univ of North Carolina Press, 1989, ISBN 0-8078-1819-4.
- Woodworth, Steven E., Jefferson Davis and His Generals: The Failure of Confederate Command in the West, University Press of Kansas, 1990, ISBN 0-7006-0567-3.